# Absolut hetta
Absolut hetta är en teoretisk övre gräns för den termodynamiska temperaturskalan, tänkt som en motsats till den absoluta nollpunkten.

## Plancktemperatur
Moderna modeller av fysisk kosmologi antar att den högsta möjliga temperaturen är Planck-temperaturen, som har värdet 1,416785(71)×1032 kelvin. Över cirka 1032 K, blir partikelenergier enligt nuvarande teorier så stora att gravitationskrafterna mellan dem är lika starka som andra grundläggande krafter. Det finns ingen existerande vetenskaplig teori för hur materia beter sig vid dessa energinivåer, en kvantteori om gravitation skulle krävas för detta. Big bang-teorin antar att universum nådde denna temperatur ungefär 10-43 s (en Planck-tid ) efter Big Bang som resultat av en enorm entropiexpansion.

## Hagedorntemperatur
En annan teori om absolut hetta är baserad på Hagedorn-temperaturen, där partiklarnas termiska energier överstiger massenergin hos ett hadronpartikel–antipartikelpar. Ytterligare energitillskott får då inte temperaturen att stiga, eftersom det vid Hagedorntemperaturen bildas fler och tyngre partiklar genom parproduktion, vilket förhindrar reell ytterligare uppvärmning om endast hadroner produceras. Ytterligare uppvärmning är dock möjlig (genom tryckökning) om materia genomgår en fasförändring till ett kvark-gluonplasma. Därför kan denna temperatur snarare betraktas som en kokpunkt snarare än som en oöverstiglig barriär. För hadroner är Hagedorn-temperaturen 2 x 1012 K, vilket har uppnåtts och överskridits i LHC- och RHIC-experiment. Men enligt strängteorin kan en separat Hagedorn-temperatur definieras, där strängar på samma sätt ger extra frihetsgrader. Det är dock så högt ( 1030 K ) att inget aktuellt eller förutsebart experiment kan nå det.

## Elektrosvaga epoken
Enligt fysikalisk kosmologi var den elektrosvaga epoken perioden efter Big Bang då universums temperatur hade fallit tillräckligt för att den starka kraften skilde sig från den elektrosvaga kraften, men inte tillräckligt för att elektromagnetism och den svaga interaktionen skulle skiljas åt. Över den kritiska temperaturen för elektrosvak symmetribrytning (159,5 ± 1,5 GeV enligt standardmodellen för partikelfysik) är de sammanslagna till en enda elektrosvag växelverkan. När universum expanderade och svalnade var partikelinteraktionerna tillräckligt energirika för att skapa ett stort antal exotiska partiklar, inklusive stabila W- och Z-bosoner och Higgs-bosoner. Under den efterföljande kvarkepoken försvann de återstående W- och Z-bosonerna, och den svaga interaktionen blev en naturkraft som verkar på kort avstånd när universum fylldes med kvark-gluonplasma.